# 毒素 (期刊)
《毒素》（英語：Toxicon）是一份同行评审的科学期刊，也是国际毒素学会和北美毒素学会的官方期刊。该期刊由爱思唯尔出版，主编为雷·诺顿。该期刊旨在发表关于毒素及其化学、毒素学、药理学和免疫学特性的原创研究、新颖的发现和综述论文。
该期刊创刊于1962年。根据《期刊引证报告》，《毒素》的2020年影响因子为3.033。